# Kolhonjärvi
Kolhonjärvi är en sjö i kommunen Kangasniemi i landskapet Södra Savolax i Finland. Arean är 37 hektar och strandlinjen är 3,58 kilometer lång. Sjön  ingår i Kymmene älvs huvudavrinningsområde.   Den ligger omkring 54 kilometer nordväst om S:t Michel och omkring 220 kilometer norr om Helsingfors. 